# Kōji Yamada (Fußballspieler)
Kōji Yamada (japanisch 山田 晃士 Yamada Kōji; * 31. Dezember 1998 in Tokio, Präfektur Tokio) ist ein japanischer Fußballspieler.

## Karriere
Kōji Yamada erlernte das Fußballspielen in den Jugendmannschaften von Azul Claro Numazu und den Urawa Red Diamonds sowie in der Universitätsmannschaft der Waseda-Universität. Seinen ersten Vertrag unterschrieb er am 1. Februar 2021 bei Thespakusatsu Gunma. Der Verein aus Kusatsu, einer Stadt in der Präfektur Gunma, spielte in der zweiten japanischen Liga. In der Saison 2021 wurde er nicht in der Liga eingesetzt. Sein Zweitligadebüt gab Kōji Yamada am 10. September 2022 (35. Spieltag) im Auswärtsspiel gegen Tokyo Verdy. Bei dem 1:1-Unentschieden stand er in der Startelf und spielte die kompletten 90 Minuten. 2022 bestritt er vier Zweitligaspiele und ein Pokalspiel.